# 544309 Reuss
544309 Reuss este o planetă minoră (asteroid) din centura de asteroizi. A fost descoperită pe 20 octombrie 2014 la Piszkéstetői Obszervatórium⁠(d) de Krisztián Sárneczky⁠(d). 
Obiectul prezintă o orbită caracterizată de o semiaxă mare de 3,113727731847 UAi, o excentricitate de 0,2216732044505, o înclinație de 12,011796449862 ° în raport cu ecliptica.